# László József (tanár)
László József (Gyepes (Udvarhely megye); 1842. szeptember 18. – Székelykeresztúr, 1902. október 21.) unitárius lelkész, gimnáziumi tanár.

## Élete
László József és László Mária fia. A székelykeresztúri gimnázium V. osztályát elvégezve, 1862 őszén a kolozsvári főgimnáziumba ment át és 1865-ben tett érettségi vizsgát. 1865-68-ban végezte a teológiai tanfolyamot. 1869. március 19-én papi szigorlatot tett. 1869-1870-ben a kolozsvári főgimnáziumnál köztanítói hivatalt viselt és 1870. október hóig segédpapi teendőket is teljesített. Ezután 1871. augusztus 1-ig Bécsben tanult és az egyházi főtanács a székelykeresztúri gimnázium rendes tanárává választotta meg. 1874. október 7-től 1877. szeptember 1-ig igazgató volt ezen intézetnél. A tanári vizsgálattól felmentetvén, a latin és görög nyelv és természetrajz rendes tanárának elismerték. 1872. november 2-től a székelykeresztúrköri önsegélyző népbank könyvvezetője volt.
Gimnáziumi igazgatósága alatt közleményeket írt az egyes iskolai évekről a Keresztény Magvetőbe és a székelykeresztúri gimnáziumi Értesítőt szerkesztette.